# Nyagasenyi (vattendrag i Burundi, Mwaro)
Nyagasenyi är ett vattendrag i Burundi.   Det ligger i provinsen Mwaro, i den centrala delen av landet, 60 km öster om huvudstaden Bujumbura.
Omgivningarna runt Nyagasenyi är en mosaik av jordbruksmark och naturlig växtlighet. Runt Nyagasenyi är det tätbefolkat, med 343 invånare per kvadratkilometer.